# Textař

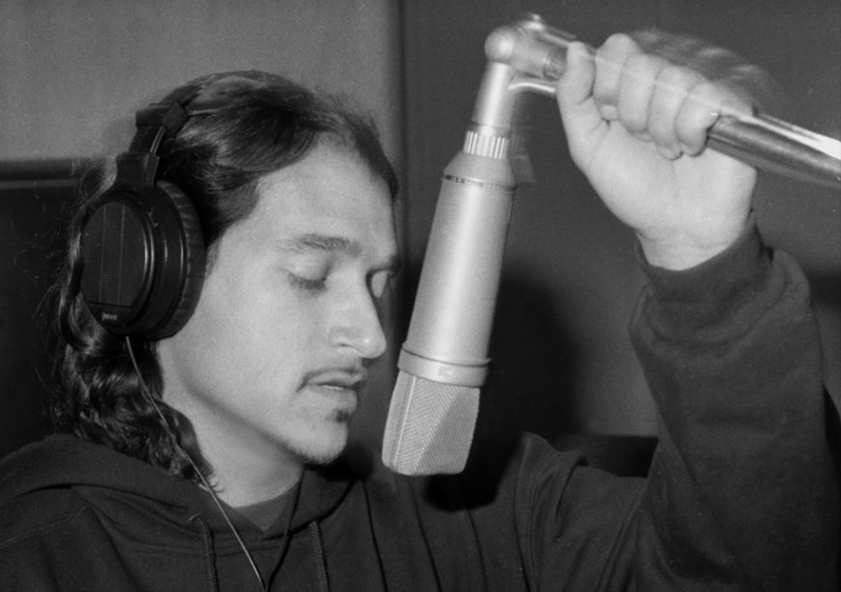
Ilustrativní obrázek textaře

Textař je tvůrčí pracovník, který systematicky a cílevědomě upravuje nebo vytváří krátké či kratší jednoúčelově zaměřené jazykové útvary (krátké texty) často přísně utilitárního účelu. Někdy se jedná o útvary literární či literárně-dramatické povahy. Jsou to například texty umělých písní, předvolební hesla, reklamní slogany a reklamní a propagační texty obecně (copywriteři), sportovní pokřiky, krátké průpovídky, aforismy, informační cedule apod. V zásadě je možné textaře rozdělit do několika skupin.

## Možné rozdělení
- písňoví textaři a písničkáři (písňoví básníci)
- reklamní textaři
- političtí manipulátoři (výrobci hesel)
- ostatní příležitostní textaři
- zvláštní případy

### Písňoví textaři
V podstatě se jedná o několik dílčích podskupin tvůrců, které se ovšem v praxi dost často vzájemně překrývají. Tito tvůrci mají povahou své práce velmi blízko ke klasické poezii a literatuře, nejlepší písňové texty jsou také s poezií plně kompatibilní a tudíž i zaměnitelné. Není proto vůbec náhodou, že mnozí renomovaní básníci byli i výbornými písňovými textaři a naopak, nejlepší písňoví textaři bývají obvykle i dobrými básníky.
- skupina písničkářů – jedná se o zvláštní a specifickou skupinu tvůrců, kteří si obvykle svůj text písně píší na svoji vlastní hudbu, kterou si také velmi často posléze sami (nebo za aktivní pomoci svých známých, příbuzných a přátel) i interpretují. Tato skupina je známa zejména a především z oblasti folkové a country hudby, art-rocku, šansonu a dalších hudebních směrů umělecké povahy
- skupina textařů z oblasti popmusic
  - textaři, jenž píší texty na hotovou hudbu
    - na hudbu domácí – obvykle originální český text
    - na hudbu převzatou ze zahraničí – může se jednat o:
      - doslovný překlad (téměř doslovný), fakticky se zde jedná o přebásnění původního cizojazyčného textu – patrně vůbec nejobtížnější případ
      - volný překlad, více či méně volná tvorba na dané téma
      - původní český text, jenž s původním zahraničním textem nemá vlastně vůbec nic společného

  - textaři, jenž vytvoří nejprve text (což je vlastně vždy více či méně zdařilá báseň), na kterou pak později nějaký hudební skladatel napíše vhodnou hudbu (což je metoda, která se používá i pro zhudebňování klasické poezie a literatury vůbec)
  - hudba i původní český text vzniká najednou, tímto způsobem ale může vzniknout písnička například při nějaké volné improvizaci na dané téma (je známo ze vzpomínek Jana Wericha, že píseň Tmavomodrý svět Jaroslava Ježka, Jana Wericha a Jiřího Voskovce prý vznikla přesně tímto způsobem – během náhodné náladové improvizace)
- skupina textařů divadelních
  - operní libretisté a textaři písní spadající do oblasti tzv. vážné hudby (tedy artificiální textaři)
  - operetní a muzikáloví textaři
  - činoherní a divadelní textaři (text zde vzniká jako součást scénické hudby pro nějaké konkrétní divadelní představení)
  - filmoví či televizní textaři (text vzniká jako součást filmové hudby pro nějaký konkrétní film či televizní inscenaci apod.)

### Reklamní textaři
Zabývají se tvorbou reklamních textů a sloganů pro propagaci nějakého konkrétního výrobku či služby, nejčastěji na přímou objednávku od zadavatele respektive objednatele (neboli zákazníka reklamní firmy). Tyto více či méně zdařilé výtvory pak obšťastňují lidstvo na bilboardech, v nejrůznějších reklamních tiskovinách, v mnoha reklamních inzerátech, slyšíme je v rozhlase, vídáváme je v televizi či v kinech. Jazyková úroveň některých reklamních textů někdy bývá, a nejen v dnešní hektické době, velmi slušně řečeno, někdy i z více společenských či jazykových hledisek velice sporná.

### Političtí textaři (výrobci hesel)
- Může se jednat jak o profesionální politické manipulátory vymýšlející různá oficiální předvolební či jiná politicky zabarvená hesla povětšinou na přímou zakázku od politických stran či od jiných politicky orientovaných společenských institucí a spolků (tato část tvorby bývá ovšem velmi často podobná klasickému reklamnímu textařství)
- může se ale také jednat o volnou lidovou tvorbu na dané téma, která je pak použita např.:
  - ve formě nápisu na zdi, na tričku nebo i na jiném předmětu reklamní či propagační povahy, který lze vyrobit doma svépomocí
  - ve formě improvizovaného transparentu např. při demonstraci, manifestaci apod.
  - ve formě popěvku či periodicky provolávaného sloganu, davově skandovaného hesla apod.
  - … atd.

### Ostatní textaři
Příležitostná nesystematická tvorba doplňkových textů typu na bázi volné lidové tvořivosti:
- sportovní pokřik
  - sportovní pokřik fanouškovský, zpravidla neoficiální text provolávaný diváky z tribuny
  - oficiální slogan či pokřik jednoúčelově vytvořený pro nějaký sportovní oddíl či jinou tělovýchovnou organizaci
  - transparent rozvinutý na tribuně stadionu
- pokřik či slogan používané v praxi nějaké mládežnické či dětské organizace apod. (např. ve skautské organizaci, v turistickém oddílu, v pěveckém souboru apod.)
- slogany, básničky, průpovídky vytvořené např. k nějaké zpravidla osobní společenské příležitosti (např. k životnímu jubileu, ke svatbě, k promoci, k odchodu do důchodu atd.)
- různé informační cedule, navštívenky, účelové tiskoviny apod.
- aforismy, vtípky, drby, průpovídky, přezdívky atd. atd. …

## Zvláštní případy
- tvůrci jazykolamů (např. jazykolamů hereckých)
- tvůrci nových českých slov (zpravidla slov nějak odvozených či složených ze slov již existujících)
- tvůrci svých vlastních umělých jazyků, abeced apod. (jazykoví novátoři, inovátoři a zlepšovatelé)
- tvůrci slovních přesmyček a jiných jazykových hříček
- tvůrci hádanek, křížovek a jiných podobných zábavních prvků
- tvůrci jazykových kryptogramů
- tvůrci nápisů na zdech, ve veřejných záchodcích, na zdech hradů a zámků či na jiných veřejně přístupných místech (pouliční veřejně činní básníci)
- … atd. apod.